# Villa des Brises
La villa des Brises est une maison remarquable de l'île de La Réunion, département d'outre-mer français dans le sud-ouest de l'océan Indien.

## Historique
Située au 96, rue Maxime-Payet, à Petite-Île, elle est inscrite monument historique depuis le 17 décembre 2015. Elle accueille une antenne du parc national de La Réunion.